# فرودگاه ووهای
فرودگاه ووهای (به انگلیسی: Wuhai Airport) یک فرودگاه همگانی با کد یاتا WUA است . این فرودگاه در کشور چین قرار دارد .

## شرکت‌های هواپیمایی و مقصدهای پروازی
| شرکت‌های هواپیمایی  | مقصدهای پروازی                    |
| ------------------ | --------------------------------- |
| ایر چاینا          | پکن                               |
| هواپیمایی شرقی چین | هوهوت بایتا، شانگهای هونگچیائو    |
| هاینان ایرلاینز    | پکن، بایون گوآنگجو، شی‌آن شیان‌یانگ |
| سیچوان ایرلاینز    | چنگدو شوانگلیو، شی‌آن شیان‌یانگ     |
| تیانجین ایرلاینز   | هوهوت بایتا                       |